# Abbaye de Gandersheim
 (février 2019).
Si vous disposez d'ouvrages ou d'articles de référence ou si vous connaissez des sites web de qualité traitant du thème abordé ici, merci de compléter l'article en donnant les références utiles à sa vérifiabilité et en les liant à la section « Notes et références ».
L’abbaye de Gandersheim (en allemand : Stift Gandersheim) est un ancien couvent des chanoinesses fondé au IXe siècle en Saxe. Le Frauenstift acquit le statut d'une abbaye impériale du Saint-Empire et, en 1500, d’une principauté ecclésiastique dans le Cercle de Basse-Saxe. Devenue protestante en 1568, l'abbaye a été définitivement dissoute en 1810. 
Aujourd'hui l'église collégiale, une basilique de style roman, est un édifice emblématique et classé. Située dans la ville de Bad Gandersheim en Basse-Saxe, elle est encore utilisée par l'Église régionale protestante luthérienne de Brunswick.  

## Histoire
L'abbaye de bénédictines est fondée en 852 par le comte saxon Liudolf († 866), l'ancêtre de la dynastie des Ottoniens, et son épouse Oda. Selon les sources contemporaines, l'évêque Altfrid de Hildesheim, possiblement un cousin de Luidolf, avait motivé le couple à venir effectuer un pèlerinage à Rome où le pape Serge II a marqué son accord sur la fondation. De plus, Liudolf et Oda recevaient les reliques des papes canonisés Anastase et Innocent, les patrons de l'abbatiale jusqu'à nos jours. 
L'évêque Altfrid posa la première pierre du couvent à Brunshausen (aujourd'hui un quartier de la ville de Bad Gandersheim). Hathumoda († 874), la fille de Liudolf et Oda, devint la première abbesse dès l'âge de douze ans, suivie de ses deux sœurs cadettes. En 877 déjà, le couvent fut placé sous la protection du roi carolingien Louis le Jeune, jouissant de sa part d'une large indépendance à l'égard du diocèse de Hildesheim. La première église abbatiale sur le site actuel est construite dès 856 et consacrée en 881.

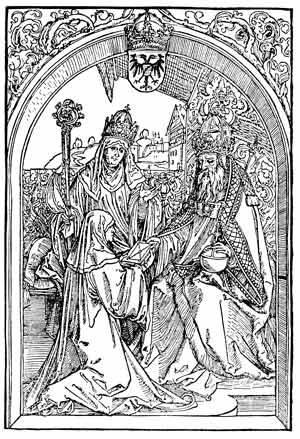
Hrotsvita remet à l'empereur Otton son œuvre, gravure sur bois d'Albrecht Dürer (1501).

En 919, le roi Henri Ier de Germanie a confirmé au couvent le statut d'immédiateté impériale. L'abbaye accueille des chanoinesses (vivant selon la règle de saint Augustin) et des moniales (vivant selon la règle de saint Benoît) ensemble jusqu’en 973. Son apogée se situe sous le règne des Ottoniens au Xe siècle, une phase de nombreuses séjours des rois et des empereurs. Jusqu'à la fondation de la proche abbaye de Quedlinbourg en 936, Gandersheim représente le monastère ottonien le plus important en Saxe. Vers 970, la célèbre chanoinesse et écrivaine Hrotsvita de Gandersheim a exercé son activité à l'abbaye et rédigeait ici surtout les Gesta Ottonis, une épopée sur le règne de l’empereur Otton Ier.
En 987, un conflit relatif à des droits de la juridiction sur le couvent éclata entre les évêques de Hildesheim et les archevêques de Mayence. La raison en était la prise d'habit de Sophie, l'une des sœurs du jeune roi Otton III. Elle refusait l'idée de recevoir le voile des mains de l'évêque Osdag de Hildesheim en insistant pour que l'archevêque Willigis de Mayence, le chancelier d'Empire, ouvre la cérémonie. Celui-ci entendait faire valoir ses prérogatives et fit ostensiblement installer sa chaire épiscopale à côté de l'autel. Cette querelle de Gandersheim se prolonge jusqu'à l'époque de l'empereur Conrad II le Salique en 1030. Finalement, l'exemption de l'abbaye par décret du pape Innocent III le 22 juin 1206 garantit le couvent de toutes exigences épiscopales. Depuis ce temps-là, les abbesses de Gandersheim peuvent s'appeler princesses du Saint-Empire.
Cependant, après l'extinction de la dynastie franconienne en 1125, l'abbaye voit son importance décroître. Alors que pendant le Grand Interrègne au XIIIe siècle, les Welf ducs de Brunswick-Lunebourg s'assurèrent le bailliage (Vogtei) de Gandersheim et y ont fait ériger un château. Dans les périodes plus tardives, de nombreuses abbesses étaient issues de la dynastie des Welf.
Au temps de la Réforme protestante, la principauté voisine de Brunswick-Wolfenbüttel sous le règne du duc catholique Henri II fut occupée par les troupes de la ligue de Smalkalde. Les princes protestants ont alors ignoré l'immédiateté impériale de l'abbaye et donné l'ordre de célébrer des offices religieux protestants, cependant que les citoyens de Gandersheim s'emparent du monastère le 13 juillet 1543. Après la victoire des forces catholiques à la bataille de Muehlberg en 1547, le duc Henri II revint ; c'est seulement son fils Jules de Brunswick-Wolfenbüttel qui introduit, à titre définitif, la Réforme en 1568.
A l'ère baroque, le couvent sous le gouvernement des abbesses évangeliques connut encore une fois une floraison. Etant donné la menace de la sécularisation lors du recès d'Empire, l'abbaye de Gandersheim a volontairement renoncé au statut d'immédiateté et se soumet à la suprématie de Brunswick-Wolfenbüttel en 1802. Occupée par les troupes françaises au sein du royaume de Westphalie à partir de 1807, la dernière abbesse Augusta Dorothée de Brunswick-Wolfenbüttel est décédée le 10 mars 1810. Après sa mort, le couvent fut dissous.

## Liste des abbesses
1. Hathumoda ou Richarde (852 – 29 novembre 874, morte à l’âge de 34 ans), fille du comte Liudolf de Saxe (Ottoniens)

en 852 et 856, deux abbesses se succèdent pour diriger l’abbaye pendant la minorité d’Hathumod
1. Gerberge (874 – 5 septembre 896), sœur de Hathumoda
2. Christina (896 – morte le 1er avril 919), sœur de Gerberge
3. Liutgarde (919 – 21 janvier 923), sœur du roi Henri Ier de Germanie (Ottoniens)
4. Hrotsvita (923 – 23 mai 927), a ne pas confondre avec Hrotsvita de Gandersheim
5. Wendelgarde (927 – 16 juillet 949)
6. Gerberge II (949 – 13 novembre 1001, morte à l’âge de 64 ans), sœur du duc Henri II de Bavière (Ottoniens)
7. Sophie (1001 – 30 janvier 1039, morte à l’âge de 64 ans), sœur de l'empereur Otton III (Ottoniens)
8. Adélaïde (1039 – 14 janvier 1043, morte à l’âge de 65 ans), sœur de Sophie
9. Béatrice (1044 – 13 juillet 1061), fille de l'empereur Henri III (dynastie franconienne)
10. Adélaïde II (1061 – 11 juillet 1096, morte à l’âge de 48 ans), sœur de l'empereur Henri IV (dynastie franconienne)